# لامار بوفالو رنچ
لامار بوفالو رنچ (انگلیسی: Lamar Buffalo Ranch) محله‌ای است که در دره و رود لامار در پارک ملی یلواستون در ایالت وایومینگ قرار دارد.